# Saint-Jean-des-Ollières
Saint-Jean-des-Ollières is een gemeente in het Franse departement Puy-de-Dôme (regio Auvergne-Rhône-Alpes) en telt 402 inwoners (1999). De plaats maakt deel uit van het arrondissement Clermont-Ferrand.

## Geografie
De oppervlakte van Saint-Jean-des-Ollières bedraagt 19,1 km², de bevolkingsdichtheid is 21,0 inwoners per km².
De onderstaande kaart toont de ligging van Saint-Jean-des-Ollières met de belangrijkste infrastructuur en aangrenzende gemeenten.

## Demografie
Onderstaande figuur toont het verloop van het inwonertal (bron: INSEE-tellingen).